# Wzmocnione techniki przesłuchań

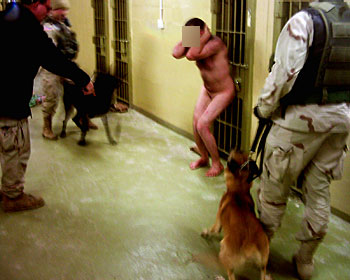
Więzień Abu Ghurajb oraz żołnierze koalicji

Wzmocnione techniki przesłuchań (ang. Enhanced interrogation techniques) – eufemizm określający amerykański rządowy program systematycznego torturowania osób zatrzymanych przez CIA, DIA oraz jednostki sił zbrojnych USA, w amerykańskich więzieniach poza granicami USA, w miejscach takich jak Bagram, Guantanamo Bay, Abu Ghurajb, autoryzowanych przez przedstawicieli administracji prezydenta G.W. Busha
W grudniu 2014 Senat Stanów Zjednoczonych upublicznił blisko 10% raportów („Senate Intelligence Committee report on CIA torture”), traktujących o użyciu ulepszonych metod przesłuchań w czasach prezydencji G.W. Busha.